# Актории
Акториите (gens Actoria) са фамилия от Древен Рим.
Известни от фамилията са:
- Марк Акторий Назон, пише за живота на Юлий Цезар и история за това време.[1]